# 諸口十九

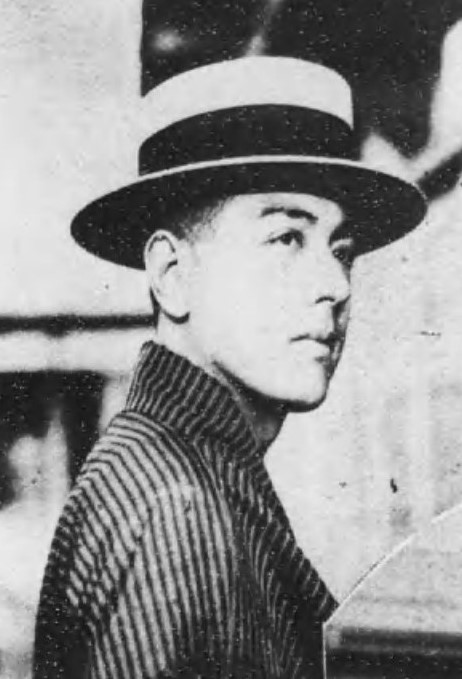
諸口十九 1925年

諸口 十九（もろぐち つづや、1891年2月3日 - 1960年4月17日）は、日本の俳優、占い師である。本名同じ。大正末期から昭和初期にかけて、松竹蒲田撮影所の二枚目俳優として一世を風靡し、俳優廃業後は諸口 悦久（もろぐち よしひさ）を名乗って占い師に転向、断易の大家として知られた。

## 来歴・人物

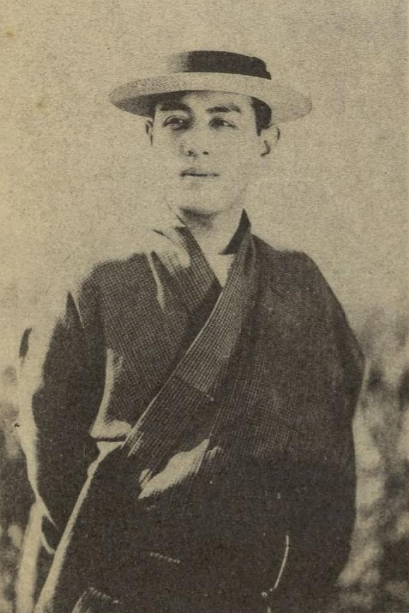
諸口十九

1891年（明治24年）2月3日、福井県大野郡大野町（現在の同県大野市）に生まれる。
1907年（明治40年）、満16歳の時に上京し、旧制福井県立大野中学校（現在の福井県立大野高等学校）から旧制成城中学校（現在の成城中学校・高等学校）に転校する。ところが、翌1908年（明治41年）には中退して、新派俳優藤澤浅次郎が後継者養成のため私財を投じ、東京府東京市牛込区（現在の東京都新宿区）にあった牛込高等演芸館を校舎に開校した東京俳優養成所（後の東京俳優学校、1911年閉校）の第1期生として入所、同期には岩田祐吉、田中栄三、上山草人らがいた。1911年（明治44年）2月、満19歳の時に同校主催の第2回試演会で初舞台を踏み、同年6月に有楽座で卒業公演を行ったのち同校を卒業。卒業後は、上山草人の所属する近代劇協会に加わり、有楽座の土曜劇場などに出演、新劇や歌劇の舞台に立つようになる。1913年（大正2年）5月には、稲富寛、二代目市川猿之助らと吾声会を設立し、関西地方や九州地方など各地を巡業した。
1920年（大正9年）5月、満29歳の時に、設立して間も無い松竹蒲田撮影所に入社。まもなくその美貌を生かし、白塗りの二枚目俳優として次々と主演作を撮る。特に川田芳子とのコンビは大人気となり、初期の松竹を支えた。しかし、当時の若手スター筑波雪子と浮き名を流し、撮影所長城戸四郎と対立し、俳優をやめる。
1927年（昭和2年）、36歳を迎えるころ、21歳の筑波雪子とのラヴ・アフェアの末、筑波とともに蒲田を退社、独立プロダクション「諸口十九社」を設立する。二川文太郎を起用して1作『美代吉殺し』を製作、マキノ・プロダクションが配給したが失敗、同社は解散する。続いて「諸口十九・筑波雪子一座」を結成、同年12月京都座に出演するが、筑波は諸口との関係を清算して松竹蒲田に戻った。
一方、諸口は、トーキーとともに復活、太秦発声映画、松竹蒲田、東京発声映画製作所と数年転々とした後に、45歳になる1936年（昭和11年）、廃業した。
その後は、辻占い師に転じ、晩年には「現代五行易の祖」の一人にあげられた。
1960年（昭和35年）4月17日、急性肺炎のため、東京都中野区道玄町（現在の同区本町）の自宅で死去した。満69歳没。

## おもなフィルモグラフィ
- 新生（1920年） ※ 松竹蒲田撮影所、デビュー作
- 光に立つ女（女優伝）（1920年）
- 奉仕の薔薇（1921年）
- 山へ帰る（1921年）
- 金色夜叉（1922年）
- 不如帰（1922年）
- 帰らぬ人形（1923年）
- 女殺油地獄（1924年）
- カラボタン（1926年）
- 美代吉殺し（1927年） ※ 諸口十九社製作
- 忠魂義烈　実録忠臣蔵 （1927年） - 浅野内匠頭役 ※ マキノ・プロダクション
- 燃えろ! 魂 （1936年） ※ 東京発声映画製作所、遺作

## 関連書籍
- 「日本無声映画俳優名鑑」（無声映画鑑賞会／編、株式会社マツダ映画社／監修）

## 註
1. ↑  『日本映画俳優全集・女優編』（キネマ旬報、1980年）の筑波雪子の項の記述（p.456-457）による。同項執筆は盛内政志。
2. ↑  #外部リンクの日本映画データベース内、諸口十九の項の記述を参照。